# جيورجي فيتر
جيورجي فيتر (بالمجرية: Fetter György)‏ هو عداء سريع مجري، ولد في 2 أكتوبر 1963 في بودابست في المجر.

## وصلات خارجية
- جيورجي فيتر على موقع أوليمبيديا (الإنجليزية)